# إيتيان بيتو
إيتيان بانايوتيس بيتو (بالفرنسية: Étienne Bito'o)‏ (مواليد 5 يناير 1980 في لامباريني) لاعب كرة قدم غابوني دولي يجيد اللعب في خط الهجوم . يلعب حاليا لصالح نادي ظفار العماني من سنة 2009 .

## روابط خارجية
- إيتيان بيتو على موقع قاعدة بيانات كرة القدم.إي يو (الإنجليزية)
- إيتيان بيتو على موقع ناشيونال فوتبول تيمز (الإنجليزية)
- إيتيان بيتو على موقع Soccerway.com (الإنجليزية)